# Федосеев, Иван Сергеевич
Ива́н Серге́евич Федосе́ев (21 июня 1949, Ленинград — 20 августа 2017, Санкт-Петербург) ― музыковед, доктор искусствоведения, профессор кафедры истории зарубежной музыки Санкт-Петербургской государственной консерватории имени Н. А. Римского-Корсакова, исследователь творчества Генделя.
В 1967 году окончил Хоровое училище имени М. И. Глинки при Ленинградской капелле как хоровой дирижёр, в 1972 ― консерваторию по той же специальности, продолжил обучение как музыковед (был рекомендован сразу на второй курс). Ученик П. А. Вульфиуса.
С 1977 года, после кончины Вульфиуса, читал в консерватории курс истории зарубежной музыки. В 1981 году защитил диссертацию на соискание учёной степени кандидата искусствоведения (тема «Оратория Г. Ф. Генделя и её значение в развитии жанра»), в 1996 году ― доктора искусствоведения (тема «Оперное творчество Генделя»). Автор ряда статей и научных публикаций по истории зарубежной музыки.

## Книги
- Оперы Генделя и Королевская академия музыки в Лондоне (1720—1728): Исследование. — Сударыня, 1996. — 160 с.
- Павел Александрович Вульфиус. Судьба. Творчество. Память: Статьи. Материалы и документы. Воспоминания / Сост.: В. А. Лапин, И. С. Федосеев. СПб.: СПбГК, 2008. ― 325 с., ил.
- Пауль Хиндемит // История зарубежной музыки. Начало XX века ― середина XX века. Учебник для музыкальных вузов. ― СПб.: Композитор, 2001.